# Pareiasauridae
Pareiasauridae (лат.) — семейство тяжеловесных растительноядных парарептилий-анапсид. Их ископаемые остатки найдены в отложениях Африки, Южной Америки, Европы и Китая, России (Кировская область, Котельничское местонахождение).

## Описание

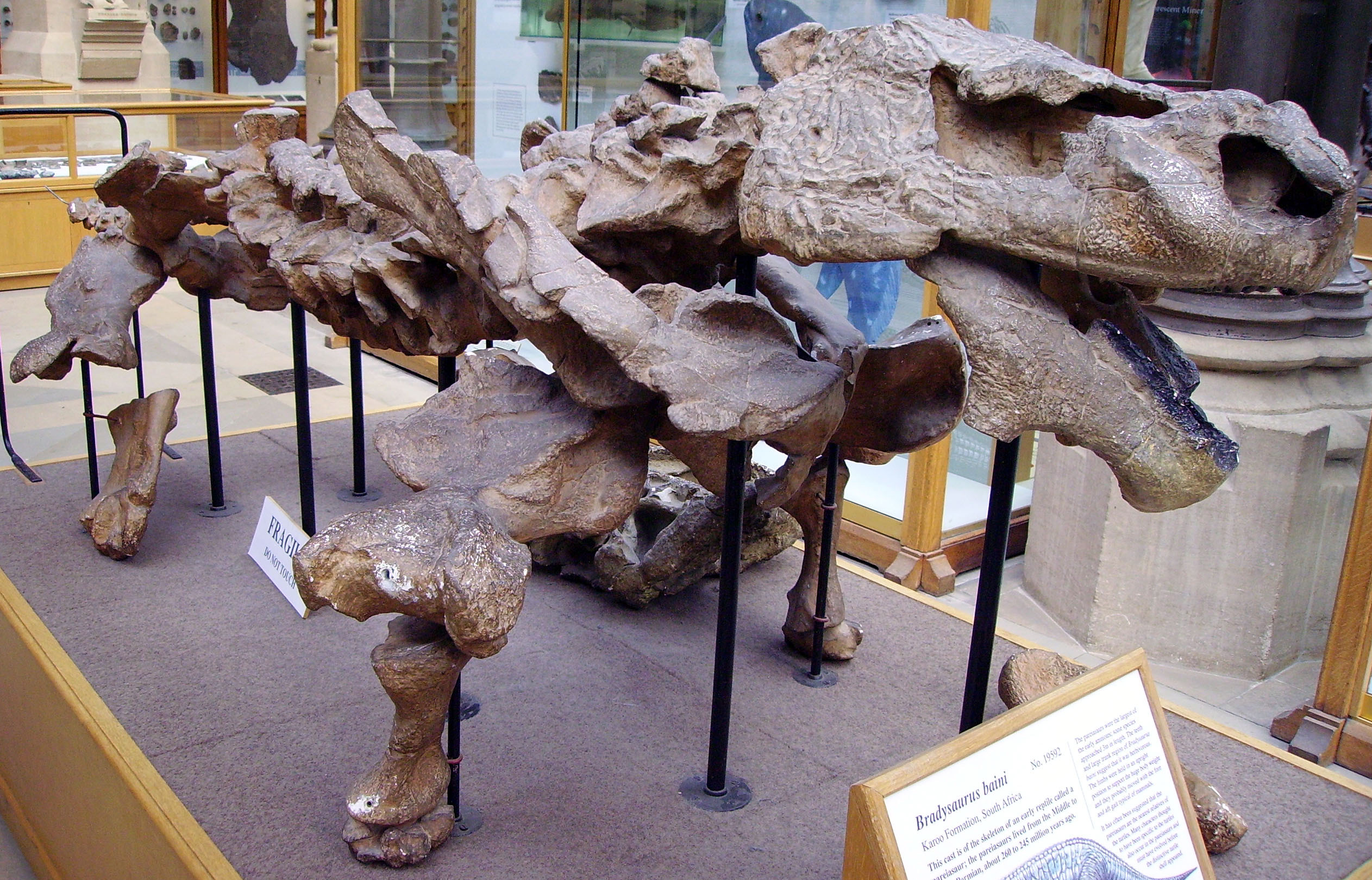
Bradysaurus

Имеют короткое толстое туловище с хвостом. В коже спины и головы этих ящеров формировались похожие на выпуклые бляшки окостенения, которые придавали кожной поверхности неровный или бугристый характер. Короткие и очень массивные конечности делали парейазавров весьма неповоротливыми существами. Вероятно, это были прибрежные животные, которые много времени проводили в воде подобно бегемотам. В Вологодской области была найдена цепочка окаменевших следов, которую около 250 млн лет назад оставил на вязком карбонатном иле представитель ихнорода сухоноп (Suchonopus primus). По мере высыхания ил постепенно затвердевал, благодаря чему следы животного не были размыты, когда уровень воды поднялся. В дальнейшем отпечатки лап скрылись под осадочным слоем и сохранились до наших дней в виде твёрдого известняка.
Размер варьирует от 50 см (пумилопарейя и паразавр) до 3,5 м (скутозавр). Крупный парейазавр достигал 2,5 м в длину. Но в литературе указывается длина до 4 м, что может являться преувеличением. Также к парейазаврам относится двухметровый Arganaceras uacanti, найденный в бассейне Аргана в Марокко.
Время расцвета Pareiasauridae — конец пермского периода. Они не оставили современных потомков.

## Классификация

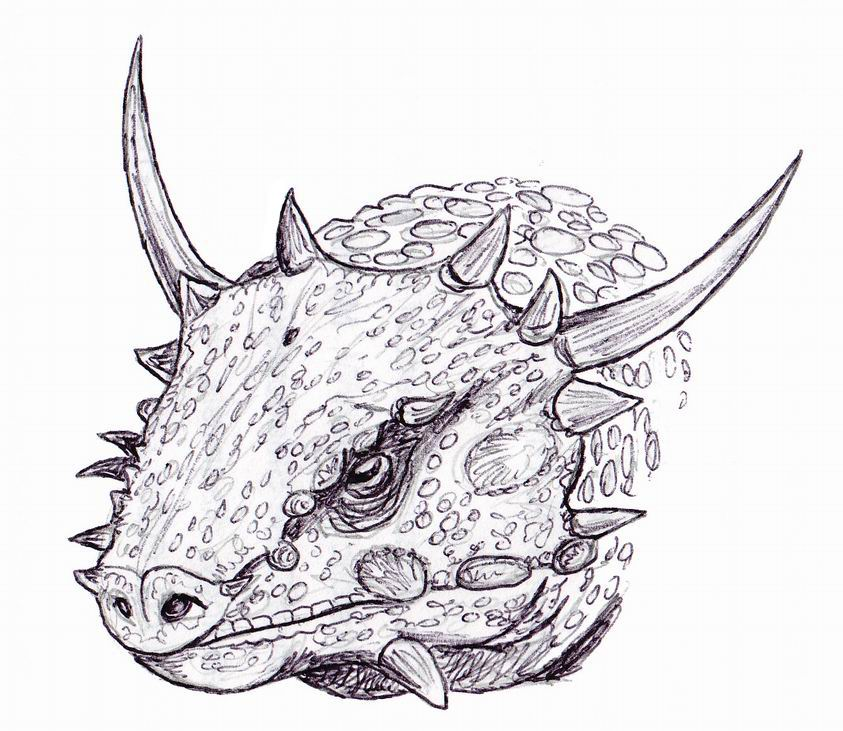
Элгиния — карликовый парейазавр

Классификация семейства не устоялась, многие роды, ранее относимые к семейству, перенесены в его объемлющий таксон — кладу (инфраотряд) Pareiasauria. По данным сайта Paleobiology Database, на август 2019 года в эту кладу включают следующие вымершие роды:
- Роды incertae sedis
  - Anthodon Owen, 1876
  - Arganaceras Jalil & Janvier, 2005
  - Bradysaurus Watson, 1914 — Брадизавры
  - Bunostegos Sidor et al., 2003 — Буностегосы[5]
  - Embrithosaurus Watson, 1914 — Эмбритозавры[6]
  - Nanoparia Broom, 1936
  - Nochelesaurus Haughton & Boonstra, 1929 — Нотохелозавры[6]
  - Pachypes Leonardi et al., 1975
  - Parasaurus von Meyer, 1857 — Паразавры[7]
  - Pareiasaurus Owen, 1876 — Парейазавры (или в семействе Pareiasauridae)
  - Pareiasuchus Broom & Haughton, 1913
  - Pumiliopareia Lee, 1997
  - Zhongjiania Yuan et al., 2010
- Семейство Elginiidae Cope, 1896
  - Elginia Newton, 1893
  - Obirkovia Bulanov & Yashina, 2005
- Семейство Pareiasauridae Lydekker, 1889
  - Deltavjatia Lebedev, 1987 — Дельтавятия
  - Provelosaurus Lee, 1997
  - Sanchuansaurus Gao, 1989
  - Scutosaurus Hartmann-Weinberg, 1930 — Скутозавры
  - Shihtienfenia Young & Yeh, 1963
- Семейство Sclerosauridae Nopsca, 1923
  - Basileosaurus Wiedersheim, 1879